# Wapen van Xàtiva

Wapen van Xàtiva

Het wapen van Xàtiva is het gemeentelijke wapen van de Spaanse gemeente Xàtiva. Het wapen is van oudsher een afbeelding van het kasteel van Xàtiva, soms vergezeld van het koninklijke wapen en daarboven een kroon van vijf punten. De oudste versie van dit schild zijn de verschillende schilden die als decoratief motief in het kasteel zijn geschilderd en dateren uit de 13e-18e eeuw. Op de huidige website van de gemeenteraad bevat het wapen al deze elementen op een blauwe achtergrond, en zijn ook de Tiaré tahiti's van de pauzen van de familie Borja opgenomen.